# Celtic Requiem
Celtic Requiem (Requiem for Jenny Jones) (en español: Réquiem celta (Réquiem para Jenny Jones)) es un réquiem para soprano, coro de niños y orquesta del compositor inglés John Tavener, escrito en 1969.
A pesar de su título, la obra realmente no es un réquiem para nadie en particular. En su lugar, toma el tosco formato de coro de niños. Un personaje, Jenny Jones, es elegido por los niños quienes en un momento determinado danzan a su alrededor para protegerle de los espíritus malignos. Según el compositor, esta obra

..aunque sea adaptada para niños, tiene su origen en el rito funeral de las tierras bajas de Escocia.

La pieza consta de tres secciones que siguen el esquema de la forma de la misa de réquiem: Requiem aeternam, Dies irae y Requiescat in pace.
Fue estrenado por la London Sinfonietta y el coro bajo la dirección de David Atherton en agosto de 1969. Poco después, la BBC realizó una grabación con la soprano June Barton y el coro de niños de Little Missenden Village School y el compositor interpretando el órgano. Estas obras han sido grabadas bajo la discográfica Apple Records junto con otras dos piezas de Tavener: Nomine Jesu y Coplas. La grabación fue puesta en el mercado en 1970 y remasterizada en CD en 1993.